# Naunhof
Naunhof település Németországban, azon belül Szászország tartományban. Lakosainak száma 8811 fő (2023. december 31.). Naunhof Brandis, Trebsen/Mulde, Grimma, Parthenstein, Belgershain és Großpösna községekkel határos.

## Népesség
A település népességének változása:
| Lakosok száma | 8728 | 8735 | 8735 | 8839 | 8811 |
|               | 2017 | 2019 | 2021 | 2022 | 2023 |